# Diploastrea heliopora
Diploastrea heliopora е вид корал от семейство Diploastreidae. Видът е почти застрашен от изчезване.

## Разпространение
Разпространен е в Американска Самоа, Австралия, Британска индоокеанска територия, Камбоджа, Китай, Коморски острови, Джибути, Египет, Еритрея, Фиджи, Гуам, Индия, Индонезия, Израел, Япония, Йордания, Кения, Кирибати, Мадагаскар, Малайзия, Малдивите, Маршалови острови, Мавриций, Майот, Микронезия, Мозамбик, Мианмар, Науру, Нова Каледония, Северни Мариански острови, Палау, Папуа-Нова Гвинея, Филипини, Реюнион, Самоа, Саудитска Арабия, Сейшелски острови, Сингапур, Соломоновите острови, Сомалия, Шри Ланка, Судан, Тайван, Танзания, Тайланд, Токелау, Тонга, Тувалу, Малки далечни острови на САЩ, Вануату, Виетнам, Уолис и Футуна и Йемен.